# インカミング 人類最終決戦
『インカミング 人類最終決戦』（インカミング じんるいさいしゅうけっせん）は、Rage Softwareが開発し、イマジニアが販売した3Dシューティングゲーム。1998年3月にMicrosoft Windows向けに最初に発売され、その後にドリームキャスト版が1998年12月17日に日本、1999年10月14日にヨーロッパ、1999年9月15日に北米で発売された。2009年の近未来が舞台の本作は、主に車両と砲塔を操作してキャンペーンモードやアーケードモード、他のプレイヤーとの協力・対戦などで地球を侵略するエイリアンと戦うことが主な内容となっている。一部のステージでは簡単なリアルタイムストラテジー要素が含まれている。
当時としては先進的なグラフィックとサウンドで賞賛された本作は、PC版は概ね好評であったが、ドリームキャスト版の評価はそれほど良くなかった。2002年にPC専用の続編『Incoming Forces』が発売された。独自のハードウェアインターフェースを利用したアーケード版が2003年にリリースされた

## ゲームプレイ
主に車両シミュレーションゲームであり、プレイヤーは目標を達成するために様々な車両の1つを操作する。使用される乗り物は、宇宙戦闘機、航空機、防衛設備、または水上艇であり、通常は主武器（弾薬無限）と、時には副武器（弾薬は有限または無限）を装備している。本作はハイスコアのロギングや「ライフ」システムなどアーケードスタイルのゲームシステムを採用している。
ゲームモードは3種類あり、キャンペーンモードはメインストーリーに沿ってプレイヤーはエイリアンの脅威を無力化するために一連の目標を達成する必要がある。典型的な目標としては、貨物の輸送と連合軍の護送船団の防衛がある。キャンペーンには2つの種類がある。「キャンペーンアクション」はシミュレーションミッションのみで構成されている。「キャンペーン戦術」は、キャンペーンアクションと同じメインミッションに加えて、いくつかの追加のサブミッションがある。これらのサブミッションは、リアルタイムストラテジーゲームと同様にプレイヤーは「戦術ディスプレイ」で複数の車両と銃の配置を操作する。
どちらのキャンペーンも6つのロケーションでの10種類のミッション（ゲームでは「フェーズ」と呼ばれる）で構成されている。これらのロケーションには、アーケードモードでもプレイできる。同モードではプレイヤーはできるだけ多くのパワーアップを拾いながらエイリアンの航空機と戦うことができる。マルチプレイヤーモードの仕組みは同じだが、選択したゲームタイプによって若干の違いがある。マルチプレイヤーは、両方のプラットフォームで分割画面モードが利用でき、PC版ではそれに加えてネットワークとインターネットオプションも利用できる。 

## 物語
シンプルなストーリーであると批評家から評価されている本作は、2009年の15日間を舞台としている。UFOの目撃情報が相次ぎ、国際月面基地や地球上の様々な場所への攻撃が行われ、エイリアンは北極圏に基地を建設した。多くの宇宙施設を失い、大打撃を受ける世界各国。このままでは地球の存続が危ないと判断した人類は、残された戦力で最後の反攻作戦を開始する。キリマンジャロ山近くの「ADATA」（異常検出および追跡アレイ）で極秘の作業が開始された。ゲームのイベントは2008年5月、エイリアン軍によるADATA施設への攻撃が始まった後に発生する。
ゲームは以下の6つの場所が舞台となる：ケニア（ADATA施設の防衛）、北極圏（人間の基地を守りながらエイリアンの基地を攻撃）、北大西洋（石油プラットフォームの防衛と二つ目のエイリアン基地の攻撃）、フロリダ（エイリアンの月面基地に侵攻する艦隊の一部の護衛）、月（更なるエイリアン基地の攻撃）、かに星雲の惑星（エイリアンの侵略者の惑星を襲撃）。
プレイヤーがキャンペーンアクションモードでこれらをクリアした場合、各地域での10種類のミッションに加えて、各地域で1レベルずつのボーナス「ウイルス」シナリオがある。これらの任務の少し前に、エイリアンは4つのウイルス爆弾を発射しプレイヤーが以前に訪れた地球上の4つの場所に影響を与えた。これらの地域のすべての建物は、ウイルスの拡散を防ぐために、プレイヤーが破壊する必要がある。

## 開発
『インカミング』の開発元であるRage Softwareは、最先端のグラフィックとエフェクトで知られていた。本作は3dfxの技術を利用しており、Voodoo2グラフィックカードの一部の小売り版にも同梱されていた。
Rage Softwareは1997年9月の欧州コンピュータ見本市にPC版を出展した際に、NINTENDO 64版を検討していると述べた。しかし、現在まで64版は発売されていない。

2003年にリリースされたアーケード版は、Vortek V3 Global VRアーケードボード上で動作し、システム独自のバーチャル・リアリティハードウェアインターフェイスを利用していた。

## 評価
本作のWindows版は概ね好評であり、特に爆発や同様の特殊効果、メインゲームエンジンを使用したカットシーンのクオリティが注目された。また、ドルビーサラウンドでエンコードされたサウンドも高く評価された。イギリスの雑誌PC Zoneは本作を「いくつかのささやかなシミュレーション要素」を備えた「ものすごく良い（作品）」と評した。同誌はゲームの設定を賞賛し、「大半の未来的な戦闘シミュレーションでの深宇宙からの新鮮な変化であり、ゲームプレイに確実にプラスの効果をもたらしている」と述べた。レビューは、「見た目通りの面白さだ。今度ばかりはレビューを読まずにパッケージの写真の美しさだけでゲームを購入する人も、とても楽しいゲームをプレイしていることに気付くだろう」と締めくくった。Edgeは効率的なゲームプレイの仕組みを強調し、10点中8点と評価し、デザイナーが「ライトショー以上のものを生み出すことに成功しており、完全オリジナルではないとしても、ゲーム性をしっかり理解したセンスのあるデザインを入念に微調整した」と述べた。
Next Generationは、このゲームは「アクション/アーケードのジャンルの進歩であることは間違いなく、3D市場全体のビジュアルの進歩でもある」と語った。多彩なユニットとさまざまな設定により、インカミングは称賛に値するオリジナリティとリプレイ性を提供し、チェックする価値のあるタイトルになっている」と述べた。 
IGNは本作を「かなり手強い」としながらも、ゲームの多様性とボリュームの多さを賞賛した。サウンドとグラフィックも賞賛しつつも、後者については「インカミングはすべてを備えている…しかしその代償は大きく、このゲームを我々のPCで動作させるのは大きな悩みの種だった」と批判も行っており、同作を「見栄えが良く素晴らしいゲームプレイ」と呼んでいるにもかかわらず、IGNはシステム上の問題を理由にゲームに「まずまずの」レビュースコアをつけただけであった。逆に、GameSpotのレビューではそれらのハードウェアの問題のいずれも認められなかったと指摘し、同作のビジュアルを「あらゆるアクションゲームでも最高級」と賞賛した。しかし、レビュアーはゲームデザインを「強力であるが少しだけ欠陥がある...（同作には）間違いなく引き込まれるが、そこに留まらせるという限りでは少し物足りない」と説明し、「（開発者が）提示したものはすぐにうんざりする」と述べた。GameSpotは、同作を「素晴らしいゲームであり、アーケードファンにとって明白な必需品だ…本作に欠けているのは、コンピュータゲームがこの単純なスタイルのゲームプレイを超えているという認識だ」と要約した。 
本作のドリームキャスト移植版の評価はあまり肯定的では無かった。IGNは1999年後半の（北米、EU版の）発売時点では（同作の）グラフィックは最高水準ではなかったと不満を漏らし、ゲームプレイを阻害する要因として描画距離を挙げた。グラフィックの「時々邪魔になる」能力、「非常に漠然とした」ミッション説明、「航空機の奇妙な飛行モデル」を批判したが、レビュアーは「あなたが筋金入りのシューティングファンで優れた課題を求めているのなら、おそらく『インカミング』を調べたくなるだろう」と認めた。AllGameのジョナサン・リカタは、5つ星のうち3つ星を付けた。「2人プレイモードは革新性に欠けているために期待外れのものとなり、インカミングは事実上1人プレイのゲームとして存在している。全てのキャンペーンを完全にクリアすると、ゲームの魅力は非常に薄くなる」と述べた。PlanetDreamcastのレビューはより辛辣で、プロットは「この種の他の多くのゲームで使われたのと同じリサイクルごみ」と評し、マルチプレイヤーの分割画面モードを『お粗末』、目標を『平凡』と述べた。また、グラフィックの問題、クリッピングの問題および操作性の悪さも指摘した。レビュアーはグラフィックを「少し時代遅れ」とはねつけながらも、「格好いい特殊効果」を認め、「インカミングはレンタルする価値があるかもしれない... （それは）平凡よりもほんのいくらかはましだ」と認めた。ドリームキャスト版の肯定的なレビューもわずかにあり、Game Vortexはビジュアルについて「あらゆるゲームの中で最も凄い」と評した。マルチプレイを「楽しい」としながらも、「断然、キャンペーンモードがベスト」と記述し、「とても楽しく、お勧めのゲーム」とレビューを締めくくった。ファミ通は40点満点中27点をつけた。